# Lincoln Díaz-Balart
Lincoln Rafael Díaz-Balart Caballero (L'Avana, 13 agosto 1954 – Key Biscayne, 3 marzo 2025) è stato un politico e avvocato statunitense, membro della Camera dei Rappresentanti per lo stato della Florida dal 1993 al 2011.

## Biografia
Nato a L'Avana, Díaz-Balart proviene da una famiglia molto impegnata politicamente: suo padre era il politico cubano Rafael Díaz-Balart, fratello di Mirta Díaz-Balart, l'ex moglie di Fidel Castro. Lincoln ha anche tre fratelli: il deputato Mario, il giornalista José e il banchiere Rafael.
Dopo gli studi in legge, Lincoln svolse la professione di avvocato e in seguito intraprese la carriera politica; inizialmente era un democratico come il resto dei suoi familiari, ma poco dopo lui e il fratello Mario cambiarono affiliazione e aderirono al Partito Repubblicano.
Díaz-Balart servì per sei anni all'interno della legislatura statale della Florida, poi nel 1992 fu eletto alla Camera dei Rappresentanti. Negli anni successivi venne riconfermato dagli elettori per altri otto mandati, a volte senza affrontare avversari provenienti da altri partiti.
Nel 2010 decise di non chiedere un altro mandato e si ritirò dalla scena politica. Suo fratello Mario, che dal 2003 rappresentava un altro distretto congressuale, si candidò per il suo seggio e riuscì a vincerlo.
Lincoln Díaz-Balart ha un'ideologia decisamente più moderata rispetto a suo fratello, soprattutto in materia sociale; ad esempio ha sostenuto il Matthew Shepard Act e ha votato a favore dell'abrogazione del Don't ask, don't tell.